# 瘋子莫蘭
喬治·克拉倫斯·莫蘭（英語：George Clarence Moran，1893年8月21日—1957年2月25日），本名艾得蘭得·昆寧（Adelard Cunin），綽號瘋子莫蘭（英語：Bugs Moran），是一名美國禁酒時期的芝加哥黑幫份子。他在21歲生日前曾被監禁三次。他與對手艾爾·卡彭爭奪地盤，卡彭引發1929年2月14日的情人節大屠殺，莫蘭幫派的七名成員在這次大屠殺中被槍殺。

## 早年與生涯
莫蘭生於美國明尼蘇達州的聖保羅，其父親來自法國的移民Jules Adelard Cunin，母親來自加拿大的Marie Diana Gobeil。莫蘭曾在聖保羅的一間私立天主教學校Cretin-Derham Hall高中上學，但也加入了當地的青少年幫派，並在18歲時離開了學校。後來他在搶劫商店時被抓，送進州份青少年懲教所，而且在21歲之前被關進獄中三次。隨後他逃到芝加哥，在那裡他被捉到試圖搶劫一個倉庫、參與一個偷馬的集團、參與涉及一名警察死亡的搶劫，以及搶劫一輛貨運汽車，為此他被判處各種監禁和牢獄之災。

## 禁酒令
美國憲法《第十八修正案》實施後，禁酒令於1920年生效，禁酒令禁止了酒精飲料的銷售，導致非法私酒的出現。
莫蘭加入了狄恩·歐班寧與他的愛爾蘭幫派，該幫派被稱為北邊幫，而艾爾·卡彭成為南區的意大利黑幫首領。這兩個敵對對手發生了激烈的爭鬥，結果導致所謂的「私酒版馬恩河戰役」（The Bootleg Battle of the Marne）。

## 與艾爾·卡彭鬥爭
海米·魏斯和瘋子莫蘭的私酒生意繼續對卡彭的南邊幫構成重大挑戰。莫蘭和卡彭隨後相互指揮了一場地盤爭奪戰，這讓他們兩敗俱傷。莫蘭對卡彭的恨意甚至在公眾面前也是顯而易見。莫蘭對卡彭從事賣淫活動感到厭惡。他因為自己的天主教信仰而不會透過賣淫集團來增加自己的利潤。強尼·托里奧的幫派殺死了狄恩·歐班寧，為了替歐班寧報仇，瘋子莫蘭和海米·魏斯企圖殺害托里奧。後來他們又在艾爾·卡彭的總部，就是位於伊利諾州西塞羅的霍索恩旅館（Hawthorne Inn）企圖殺害他，但失敗了。在他們試圖殺掉卡彭的過程中，在旅館和附近的一間餐館開了一千多槍。作為反擊，艾爾·卡彭的幫派殺死了魏斯，而瘋子莫蘭成為北邊幫的頭目。回應魏斯的死，莫蘭試圖殺死卡彭幫派的一名成員，結果遭到據說是來自卡彭的襲擊，被稱為情人節大屠殺。

## 情人節大屠殺
1929年2月14日，由於臭名昭著的情人節大屠殺，莫蘭的幫派受到了沉重的打擊。前一天，一個誘人的來電告訴莫蘭，一車的威士忌剛從密芝根州的底特律運來，他可以以低廉的價格獲得它。他命令在第二天上午10點半把威士忌送到北克拉克街（North Clark Street）的S.M.C.運輸公司的車庫，他把他的走私私酒貨車放在那裡。兩名槍手裝扮成芝加哥警察，另外兩名便衣人員將莫蘭的7個手下排成一列，靠在倉庫的牆上，並將他們槍殺。然而，「襲擊」的主要目標莫蘭，卻避開屠殺，因為他當天已決定要睡覺。如果他們知道他不在那裡，他們可能會把攻擊推遲到另一天。另一名北邊幫人Al Weinshank被一位發出攻擊信號的哨兵誤認為是莫蘭。
由於鄰居沒有報告，救援人員遲遲沒有趕到現場，當鄰居看到兩名「警察」從聽到槍聲的地方離開時，以為已經處理好事情。當警察趕到現場時，其中6人被殺死，另一人瀕臨死亡。第七名男子法蘭克·古森伯格被送往醫院，他按照黑幫的沉默法則拒絕指認兇手，其後死亡了。當莫蘭看到這場大屠殺時，他打破了黑幫法則，指控卡彭是兇手。沒有人被定罪，卡彭否認參與屠殺。然而，卡彭被傳喚出庭，但兩次都聲稱自己生病了。這招伎倆奏效，卡彭從未被定罪。
證據顯示芝加哥警察與七人被殺害有關。在大屠殺發生之前，警員們一直在偷竊該幫派貨車後部的酒箱。後期發表的一些文章證實，當時的警察局長正在對參與其中的警員進行紀律處分，但沒有找到更多的資料。進一步研究發現，在大屠殺當天，艾爾·卡彭身處在佛羅里達州。

## 禁酒令之後
莫蘭在1930年代初時成功地控制了他的地盤和他幫派的殘餘勢力，但北邊幫作為卡彭的意大利黑幫集團的主要敵人，卻從未完全在芝加哥黑社會中恢復權力和地位。莫蘭最終離開了這個地區，完全退出幫派。他重新回到了他早期的黑幫犯罪方式，如郵件詐騙和搶劫。
1939年4月30日，莫蘭被判犯有密謀兌現價值62,000美元的美國運通支票的罪行。他在上訴時交了保釋金後獲釋；他逃亡但被抓獲，直到1944年12月21日才釋放。到1940年代，他幾乎身無分文，曾成為芝加哥最富有的黑幫之一，但只維持17年。1946年7月6日，他因參與在1945年6月28日俄亥俄州代頓一間酒館的搶劫案而被捕，被判有罪後，判刑20年。他在1956年被假釋，但立即因參與過1945年俄亥俄州安索尼亞一間銀行的搶劫而被捕。1957年，他被判有罪，再被判處10年徒刑。

## 獄中逝世
1957年2月25日，莫蘭在堪薩斯州的萊文沃思監獄服刑10年後幾個月，因肺癌去世，享年63歲。

## 個人生活
他與Evelyn Herrell結婚，Herrell因他的犯罪生活而離開他。1922年，他與Lucille Logan Bilezikdijan結婚，育有一子John George Moran（1920年-1959年）。

## 流行文化
- 1958年電視劇《Playhouse 90（英语：Playhouse 90）》，由丹尼士·柏德烈（英语：Dennis Patrick）飾演莫蘭。
- 1959年電影《蓋世黑霸王》，由Murvyn Vye（英语：Murvyn Vye）飾演莫蘭。
- 1959年電視劇《The Untouchables（英语：The Untouchables (1959 TV series)）》，由洛依德·諾蘭（英语：Lloyd Nolan）、Robert J. Wilke（英语：Robert J. Wilke）和哈里·摩根（英语：Harry Morgan）飾演莫蘭。
- 1967年電影《黑霸王大決鬥》，由拉爾夫·米克（英语：Ralph Meeker）飾演莫蘭。
- 1975年電影《卡彭》，由Robert Phillips飾演莫蘭。
- 1987年電影《The Verne Miller Story》，由Sean Moran飾演莫蘭。
- 1993年電視劇《不可觸碰》，由傑克·西博（英语：Jack Thibeau）飾演莫蘭。
- 2000年電視劇《新聞超感應》，由Kevin Fry飾演莫蘭。
- 2017年電影《黑幫之地》，由彼得·費辛利飾演莫蘭。